# Maximite
Maximite Microcomputer ist ein Microchip PIC32-Mikrocontroller-basierter Mikrocomputer. Diese Chipserie verwendet die MIPS 32-Bit-RISC-MIPS-Architektur und war weder eine ARM- noch eine PIC-Variante. Ursprünglich als Hobby-Bausatz konzipiert, wurde der Maximite im Herbst 2011 vom australischen Designer Geoff Graham in einem dreiteiligen Artikel im Silicon Chip Magazin vorgestellt. Das Projekt besteht aus zwei Hauptkomponenten – einer Hauptplatine und dem MMBasic-Interpreter, der nach GW-BASIC gestaltet ist.

## Versionen
Maximite Version 2.7 ist noch ein Open-Source-Projekt. Mehrere Bastler haben ihre eigenen kundenspezifischen Versionen hergestellt, oft unter Verwendung kommerziell erhältlicher Prototyping-Leiterplatten.

### Klone
In den Monaten nach der Einführung wurden mehrere Maximite-Klone entworfen und veröffentlicht. Einige, wie z. B. die Maximite SM1 und Geoff Grahams neueste Version, die Mini-Maximite, sind Hardware- und Software-kompatibel mit dem ursprünglichen Design, verwenden aber einen anderen Formfaktor.
Andere, wie der DuinoMite der bulgarischen Firma Olimex, haben die Hardware durch Hinzufügen von Arduino-Headern verändert. Dies erleichtert die Verwendung von Hardware, die für Arduino-Boards entwickelt wurde, aber es ist eine modifizierte Firmware erforderlich, um diese Funktionalität zu nutzen. Einige dieser Änderungen wurden in die offizielle Version übernommen, sobald sie aktualisiert wird.
Der australische Distributor Dontronics und der US-amerikanische Programmierer Ken Segler haben aktiv an der Anpassung der Software gearbeitet, damit sie auf den verschiedenen Versionen der Hardware läuft.
Geoff Graham hat auch eine veränderte Version von MMBasic für das UBW32 Development Board veröffentlicht.
Maximite-Klone des US-Herstellers CircuitGizmos bleiben mit dem ursprünglichen Maximite-Design kompatibel und verfügen über einen sehr kleinen CGMMSTICK1, der mit lötfreien Steckplatinen verwendet werden kann, und einen Colour Maximite-kompatiblen CGCOLORMAX.

### MMBasic
MMBasic 3.x unterstützt benutzerdefinierte Unterroutinen und eine zeilennummernlose Struktur. Dieser MMBasic 3.x wurde in mehreren Versionen veröffentlicht, einschließlich Unterstützung für die Varianten Olimex Duinomite, UBW32 und CGMMStick.
Während die Versionen von MMBasic vor 3.x als freie und Open-Source-Software unter der GNU General Public License vertrieben wurden, wurde für die 3.x-Versionen die Lizenz in eine proprietäre Lizenz geändert, wobei der Quellcode für den persönlichen Gebrauch kostenlos zur Verfügung stand.

### ICeemite
Am 11. Mai 2013 kündigte das australische Unternehmen Dimitech eine IC-Version mit der Bezeichnung DTX2-4105C (später unter dem Namen "ICeemite" bekannt) an, die vollständig für den Einbau in Embedded-Systeme konzipiert wurde. Diese Neuauflage des originalen Maximite bringt eine Echtzeituhr und einen microSD-Kartenanschluss an Bord und passt in einen PLCC-68-Sockel. Am Tag der Ankündigung war es das kleinste vollständige Maximite-System der Welt. ICeemite bietet maßgeschneiderte Firmware mit zusätzlichen Extras, die in Embedded-Systemen wie Multitasking und Energieverwaltung verwendet werden, unterstützt jedoch keine Farbgrafiken.

### Colour Maximite
Eine neue Version des Maximite wurde in der Septemberausgabe 2012 des Silicon Chip Magazine vorgestellt.
Neue Features des Colour Maximite sind.
- 100-polige Version PIC32
- Farb-VGA mit acht Farben (Schwarz, Rot, Grün, Blau, Cyan, Gelb, Lila und Weiß).
- Synthetisierte Stereomusik und Soundeffekte.
- Batteriegepufferte Echtzeituhr (optional).
- Arduino-kompatibler Steckverbinder mit zusätzlichen 20 I/O-Leitungen, die unabhängig von den ursprünglichen 20 I/Os sind.
- 2-Kanal-PWM-Analogausgang.
- Spezielle Befehle für animierte Spiele.
- Version 4.0 von MMBasic, die über zusätzliche Befehle verfügt, um auf die zusätzlichen Funktionen zuzugreifen und diese zu nutzen.

In den 12 Monaten seit der ersten Ankündigung wurden mehrere Software- und Hardwareprojekte mit dem Maximite erstellt. Diese reichen von einfachen Datenloggern bis hin zu komplexen Prozesssteuerungen.

### Colour Maximite 2 (Gen 1)
Der Colour Maximite 2 wurde Mitte 2020 vorgestellt und in der Juliausgabe 2020 des Silicon Chip Magazins vorgestellt.
Leistungsbeschreibung:
- Prozessor: 480 MHz 32-Bit ARM Cortex-M7 mit 2 MB Flash
- RAM: 1 MB On-Chip plus 8 MB Off-Chip-RAM
- Display: Farb-VGA-Ausgang bei bis zu 800×600; 8-Bit- (256 Farben), 12-Bit- (4096 Farben) und 16-Bit-Anzeigemodi (65.536 Farben)
- Audio: Stereo-Audioausgang mit Unterstützung für die Wiedergabe von WAV-, FLAC-, MP3- und MOD-Dateien, Unterstützung für synthetische Sprache und Soundeffekte
- Speicher: SD-Karte bis zu 128 GB; Unterstützte Dateisysteme FAT16, FAT32 und ExFAT
- Batteriegepufferte Echtzeituhr (Standard)
- Unterstützung von USB-Tastaturen
- I/O: 28 externe I/O-Leitungen mit Raspberry Pi Hat-kompatibler Pinbelegung; Nintendo Wii Nunchuck Unterstützung
- Serielle I/O: Kommunikationsprotokolle einschließlich 2×seriell, 2×I²C, 2×SPI und Dallas 1-Wire

Das Colour Maximite 2 läuft mit MMBasic 5.x und enthält einen Kompatibilitätsmodus zum Ausführen von Programmen, die für das ursprüngliche Colour Maximite geschrieben wurden.

### Colour Maximite 2 (Gen 2)
Die Colour Maximite Gen 2 wurde Mitte 2021 angekündigt und in der Augustausgabe 2021 des Silicon Chip Magazins vorgestellt. Dabei handelt es sich um eine verbesserte Version der Colour Maximite 2, die auf mehr oberflächenmontierten Komponenten als die Gen 1 basiert und somit für die automatisierte Maschinenmontage optimiert ist. 
Zu den Verbesserungen gegenüber dem Colour Maximite Gen 1 gehören eine verbesserte Grafik (1920×1080 mit 24-Bit-Farbe), integrierte Unterstützung für eine Maus, eine genaue Echtzeituhr, ein ESP-01-WLAN-Modul und ein zusätzlicher Wii-Nunchuck-Anschluss auf der Vorderseite.
Mit Stand April 2023 stehen für beide Versionen der Colour Maximite 2 über 140 Programme zur Verfügung.

### PicoMiteVGA
Die PicoMiteVGA (auch bekannt als VGA PicoMite) ist eine Erweiterungskarte, die einen Raspberry Pi Pico mit MMBasic 5.x für den Pico (auch bekannt als PicoMite) in einen eigenständigen Desktop-Computer verwandelt, der mit einer BASIC-Eingabeaufforderung bootet.
PicoMite MMBasic unterstützt alle Hardwarefunktionen des Raspberry Pi Pico (seriell, I2C, SPI, CPU-Uhr, ADC usw.) sowie integrierte Unterstützung für viele beliebte Add-Ons für den Pico, einschließlich SD-Karten, LCD-Display mit einer maximalen Auflösung von 480 × 360 Pixeln, berührungsempfindliche LCD-Bildschirme, Echtzeituhren, Infrarot-Fernbedienungen, Temperatur- und Feuchtigkeitssensoren, Ultraschallsensoren und Ziffernblöcke. Unterstützung für WS2812 LED-Streifen ist ebenfalls enthalten.
Leistungsbeschreibung:
- CPU: RP2040 (Dual-Core Arm Cortex-M0+ Prozessor, flexibler Takt mit bis zu 133 MHz)
- Arbeitsspeicher: 264 kB On-Chip-SRAM
- Display: Monochrom VGA bei 640x480; 16 Farben (1:2:1 R:G:B) VGA bei 320x200
- Speicher: 2 MB On-Board-QSPI-Flash + SD-Karte bis zu 32 GB; FAT16 und unterstützte Dateisysteme
- Unterstützung von PS/2-Tastaturen
- I/O: Kommunikationsprotokolle einschließlich seriell, I²C, SPI und ADC